# خواهر عزیز
خواهر عزیز (انگلیسی: Dear Sister) یک سریال درام، کمدی و عاشقانه ژاپنی است. این سریال در تاریخ ۱۶ اکتبر ۲۰۱۴ در تلویزیون فوجی پخش شد.